# 雷比德河

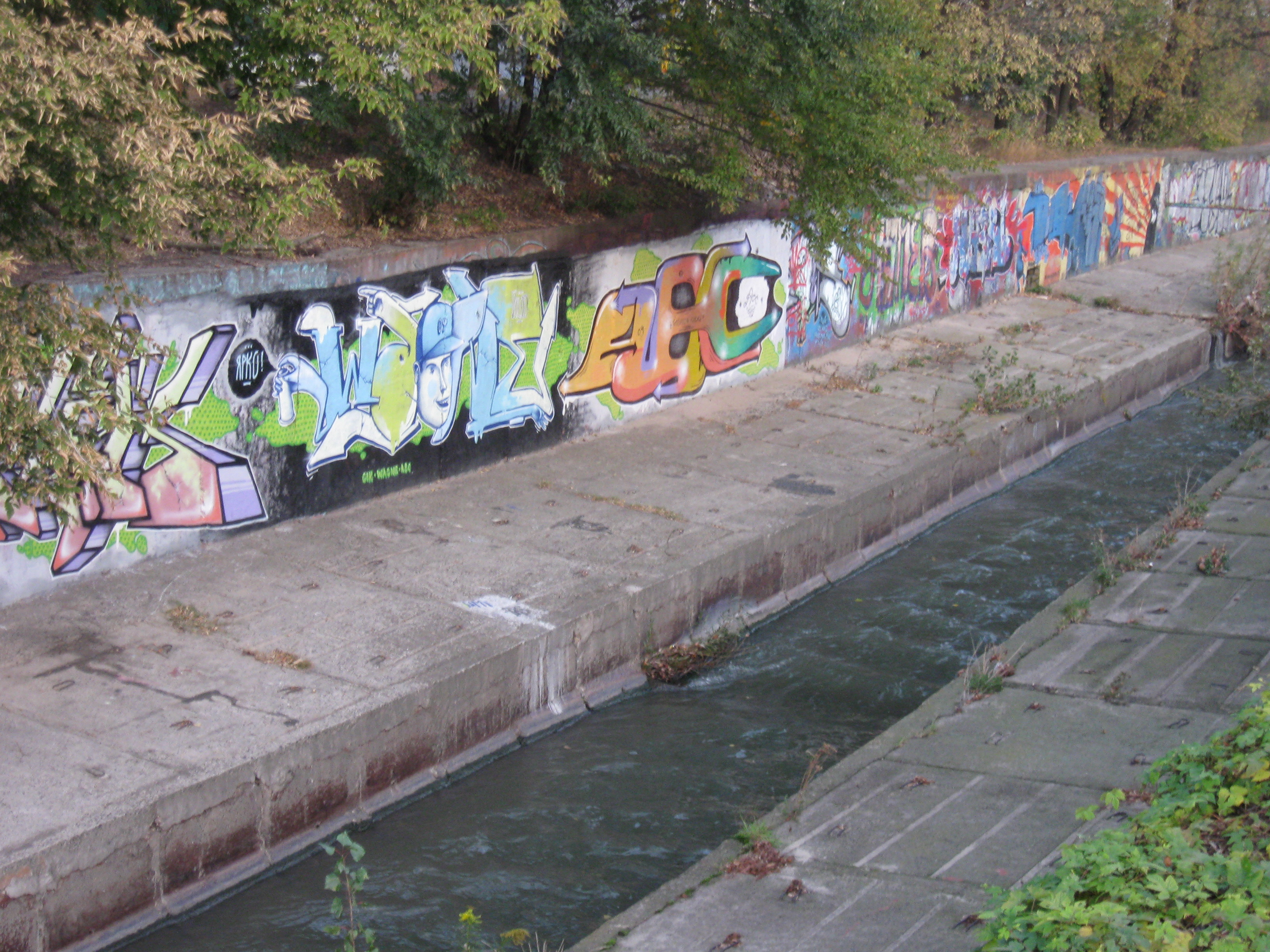

雷比德河（羅馬化：Lybid），是烏克蘭的河流，位於該國中北部，屬於聶伯河的右支流，該河流經基輔市，河道全長17.1公里，流域面積66.2平方公里。